# Titanita
La titanita o esfena es un mineral de la clase Silicatos, subclase Nesosilicatos. Químicamente es un silicato de titanio y calcio. Con frecuencia presenta impurezas de hierro y aluminio, entre otras.
La Commisión para Nuevos Minerales y Nombres de la International Mineralogical Association (CNMMN) ha desaconsejado el uso del nombre esfena para este mineral (ver CNMMN report, p. 134). Sin embargo, esfena continúa como nombre informal que se les da a las gemas de titanita.
La titanita es una fuente industrial de óxido de titanio, usado para fabricar pigmentos. También es admirado como gema cuando se encuentra convenientemente libre de defectos. Convenientemente tallada, la esfena tiene un poder para reflejar destellos superior al del diamante, pero su escasa dureza hace que sea inapropiada en joyería para montar en anillos y sólo se puede usar en colgantes o como piedra para coleccionismo de elevado precio.
La titanita se encontró por primera vez en 1795 en las minas de grafito Hauzenberger en el bosque de Baviera y fue descrita por Martin Heinrich Klaproth. Lo nombró como esfena, por el griego. σφήν, 'cuña', debido a sus formas cristalinas a menudo en forma de cuña. La Comisión sobre Nuevos Minerales y Nombres de Minerales (CNMMN) de la  Asociación Mineralógica Internacional adoptó el nombre de titanita y desaconsejó el nombre de esfena en 1982, aunque es común que artículos y libros identifiquen el mineral usando ambos nombres.

## Ambiente de formación y extracción
Es un mineral muy común en las roca magmática ácidas e intermedias. También aparece en rocas metamórficas tales como el gneiss, micasquistos y anfibolitas, abundando en rocas de metamorfismo de contacto y en los filones hidrotermales.
En la península de Kola (Rusia) se encuentran grandes masas explotables económicamente. Aparece en muchos otros países donde se explota como mineral industrial del titanio.